# Rezerwat przyrody Jezioro Kamień
Jezioro Kamień – wodny rezerwat przyrody na obszarze Pojezierza Bytowskiego, w gminie Miastko (powiat bytowski, województwo pomorskie). Ochronie rezerwatu podlega przepływowe jezioro lobeliowe Kamień (Kamień Duży, kaszb. Jezoro Kamińsczé) oraz fragment torfowiska przejściowego.
Rezerwat został utworzony zarządzeniem Ministra Leśnictwa i Przemysłu Drzewnego z dnia 11 kwietnia 1985 na powierzchni 50,57 ha w celu „zachowania jeziora lobeliowego z reliktową roślinnością”. Zarządzeniem Regionalnego Dyrektora Ochrony Środowiska w Gdańsku z dnia 4 listopada 2014 wyznaczono wokół rezerwatu otulinę o powierzchni 163,64 ha, którą stanowią otaczające jezioro grunty leśne. Ponadto zmieniono też cel ochrony na „zachowanie jeziora lobeliowego wraz z jego charakterystyczną roślinnością oraz populacjami cennych gatunków roślin i zwierząt”.
Przez akwen jeziora przepływa rzeka Brda. Wraz z sąsiednimi jeziorami Smołowym i Orle tworzy zespół rezerwatów wodnych na obszarze źródliskowym Brdy. Najbliższymi miejscowościami są Lubkowo i Przęsin.
Rezerwat „Jezioro Kamień” znajduje się w granicach obszaru siedliskowego sieci Natura 2000 „Miasteckie Jeziora Lobeliowe” PLH220041 oraz Obszaru Chronionego Krajobrazu Źródliskowy Obszar Brdy i Wieprzy na wschód od Miastka.
Rezerwat jest położony w zasięgu terytorialnym Nadleśnictwa Miastko, ale na gruntach Skarbu Państwa w zarządzie Regionalnego Zarządu Gospodarki Wodnej w Gdańsku. Otulina rezerwatu leży na gruntach leśnych Skarbu Państwa w zarządzie Nadleśnictwa Miastko oraz gruntach prywatnych.
Na mocy obowiązującego planu ochrony ustanowionego w 2016 roku, obszar rezerwatu objęty jest ochroną czynną. Nadzór nad rezerwatem sprawuje Regionalny Dyrektor Ochrony Środowiska w Gdańsku.